# Caprice of the Mountains
Caprice of the Mountains è un film muto del 1916 diretto da John G. Adolfi.

## Produzione
Il film fu prodotto dalla Fox Film Corporation.

## Distribuzione
Distribuito dalla Fox Film Corporation, il film uscì nelle sale cinematografiche USA il 9 luglio 1916.